# GREX-PLUS
GREX-PLUS（Galaxy Reionization EXplorer and PLanetary Universe Spectrometer、銀河進化・惑星系形成観測ミッション）は2030年代の打ち上げを目指して検討されている赤外線天文衛星。銀河形成史の解明、および惑星系の成長の観測を目的としている。

## 概要
GREX-PLUSは日本国内の大学の研究者を中心に検討が行われている次世代赤外線天文衛星。広視野のサーベイ観測により初代銀河の探索を行う。口径1m級の宇宙望遠鏡として構想されており、観測装置として赤外線の広視野カメラ (WFC) を搭載する。またGREX-PLUSはSPICAで開発されてきた冷凍機技術も搭載し、望遠鏡は-223 ℃（50 K)に冷却される。
WFCの他にオプションとして搭載が検討されている中間赤外線高分散分光器 (HRS) は2020年までSPICAの一環で検討が行われてきた分光装置を基にしている。高分散分光ターゲット観測により、原始惑星系円盤内のスノーライン、惑星の大気中分子の化学を明らかにする。HRSの要素技術として、テルル化カドミウム半導体 (CdZnTe) を使った、従来よりもコンパクトな分光素子の研究開発が行われている。
宇宙航空研究開発機構 (JAXA) 宇宙科学研究所の中型ミッションとして2025年ごろの提案、そして2030年代後半の打ち上げを目指している。打ち上げ後5年間の科学運用と、延長で5年以上の運用を行うことを目標としている。国際協力も検討中であるという。2021年10月にはワーキンググループの設立が提案された。
2025年現在、銀河進化・惑星系形成観測ミッションは次世代小天体サンプルリターンと共にJAXAの戦略的中型計画の候補となっている。

## ミッションの目的
GREX-PLUSでは科学目標として以下の2点が設定されている。
1. 銀河形成進化の解明
2. 惑星系形成進化の解明

初期宇宙に存在していた最遠方の初代銀河を観測することで銀河の成長過程を特定する。初代銀河の観測は、その形成に関わると考えられる超巨大ブラックホールや、当時の宇宙で起きた宇宙の再電離の理解にも繋がるとされる。また2025年ごろに打ち上がるNASAのナンシー・グレース・ローマン宇宙望遠鏡では観測が難しい、赤方偏移の高い最遠方の銀河はGREX-PLUSの波長帯では観測できることが予想されている。他にも、クエーサーへ進化する前段階の天体と考えられるDOG (Dust-obscured galaxy) をGREX-PLUSで観測することにより、クエーサーが形成される過程についての理解が深まることが期待されている。
惑星科学では、多数の原始惑星系円盤でスノーライン (雪線) の位置を特定することで、水の移動など太陽系の形成史の理解拡大につながると期待されている。これまで太陽系内では小惑星探査機はやぶさ2がサンプルを採取した小惑星リュウグウなどから有機物が発見されているが、それがどのように生成されたかの詳細は明らかになっていない。GREX-PLUSが原始惑星系円盤内の有機物などの化学進化の様子を観測することで初期の太陽系が形作られていった過程の解明が期待されている。
この他、GREX-PLUSを用いた太陽系外惑星や太陽系内の天体の観測などが構想されている。

### 研究分野
- 赤外線
- 赤外線天文学
- 宇宙望遠鏡

### これまでの赤外線天文衛星
- あかり (赤外線天文衛星)
- IRAS (赤外線天文衛星)
- 赤外線宇宙天文台
- スピッツァー宇宙望遠鏡 (赤外線宇宙望遠鏡)